# Kanton Ennezat
Ennezat is een voormalig kanton van het Franse departement Puy-de-Dôme. Het kanton maakte deel uit van het arrondissement Riom. Het werd opgeheven bij decreet van 21 februari 2014, met uitwerking op 22 maart 2015. Met uitzondering van Saint-Beauzire werden alle gemeenten toegevoegd aan het kanton Aigueperse.

## Gemeenten
Het kanton Ennezat omvatte de volgende gemeenten:
- Chappes
- Chavaroux
- Clerlande
- Ennezat (hoofdplaats)
- Entraigues
- Martres-sur-Morge
- Saint-Beauzire
- Saint-Ignat
- Saint-Laure
- Surat
- Varennes-sur-Morge